# Meliwillea bivea
Meliwillea é um gênero de abelha sem ferrão de origem da América central, mais especificamente da Costa Rica. Existem por volta de 500 espécies de abelhas sem ferrão no mundo catalogadas em diversos gêneros diferentes. Muitas espécies ainda não foram descobertas e outras estão passando por revisões para reenquadrá-las como novas espécies ou pertencentes a outros gêneros.
Existe até o momento apenas 1 espécie de Meliwillea catalogada, sendo ela:
| Gênero     | Espécie          | Nome popular (se tiver) |
| Meliwillea | Meliwillea bivea | Meliwillea bivea        |